# Nodozana ensdoxantha
Nodozana ensdoxantha là một loài bướm đêm thuộc phân họ Arctiinae, họ Erebidae.